# So Beautiful
"So Beautiful" é um single solo do cantor australiano Darren Hayes, incluído na coletânea Truly Madly Completely: The Best of Savage Garden, de 2005.

## Lançamento
A música foi lançada em outubro de 2005 como single da carreira solo do cantor, embora esteja incluída na coletânea oficial de sua ex-banda Savage Garden, como faixa inédita do vocalista.
Na Austrália, o single atingiu o Top 10 do ARIA Chart, permanecendo por 7 semanas consecutivas na parada. 
A capa do single foi produzida pelo designer britânico Richard Cullen, com quem Hayes viria a trabalhar no seu álbum solo seguinte This Delicate Thing We've Made, em 2007.

## CD Single
- Austrália

1. "So Beautiful" (Radio Edit) – 4:13
2. "To the Moon and Back" (Live Medley)
3. "Truly Madly Deeply" (Live Medley)
4. "Something in the Sky" – 3:56
5. "So Beautiful" (Lee Groves Mix) – 5:19

- Reino Unido CD 1

1. "So Beautiful" (Radio Edit) – 4:13
2. "To the Moon and Back" (Live Medley)

- Reino Unido CD 2

1. "So Beautiful" (Spike's Radio Edit) – 4:10
2. "Something in the Sky – 3:56
3. "Truly Madly Deeply" (Live Medley)
4. "So Beautiful" (Lee Groves Mix) – 5:19

## Paradas musicais
| Parada semanal (2005)                         | Posição |
| --------------------------------------------- | ------- |
| Austrália (ARIA)                              | 7       |
| Estados Unidos (Billboard Adult Contemporary) | 27      |
| Grécia (IFPI)                                 | 25      |
| Suécia (Sverigetopplistan)                    | 55      |
| Reino Unido (UK Singles Chart)                | 15      |